# Ольденбург, Генри
Генри Ольденбург (англ. Henry Oldenburg, 1618, Бремен, Германия — 1677, Лондон, Великобритания) — немецкий, позже английский богослов, дипломат и учёный.
С 1653 года постоянно жил в Лондоне.
Секретарь Лондонского Королевского общества, основатель и редактор «Философских трудов Королевского общества». Считается, что именно Ольденбург ввёл в обиход практику предварительного рецензирования присылаемых для публикации научных рукописей независимыми экспертами.
Известен также своей перепиской со многими выдающимися людьми своего времени, в том числе, с   Ньютоном и Лейбницем. В частности, именно через Ольденбурга некоторое время велась переписка Ньютона с Лейбницем, содержащая спор о приоритете в открытии дифференциального исчисления и знаменитую анаграмму Ньютона: «data aequatione quotcunque fluentes quantitates involvente fluxiones invenire et vice versa» («дано уравнение, заключающее в себе текущие количества, — найти течения, и наоборот»).